# Sommet de la Ligue arabe de 2003
Le sommet de la Ligue arabe 2003, qui est le 15e sommet de la ligue arabe, s'est tenu à Charm el-Cheikh le 1er mars 2003. Il a réuni onze chefs d’État arabes sur les 22 que comporte la Ligue arabe.

## Contenu
Le sommet porte notamment sur l’Irak. Le sommet proclame le « refus absolu d’une frappe contre l’Irak, ainsi que le refus de participer à une action militaire contre ce pays ». Les Émirats arabes unis appellent pour leur part Saddam Hussein à démissionner. 
Le dirigeant libyen, Mouammar Kadhafi, confirme son intention de se retirer prochainement de l’organisation.